# Gornji Trpuci
Gornji Trpuci (1900-ig Mački) falu Zágráb közigazgatási területén Horvátországban, a főváros déli részén. Ma Zágráb Brezovica városnegyedéhez tartozik.

## Fekvése
Zágráb városközpontjától 23 km-re délre, a Vukomerići-dombság északi részén, a Lipnica partján fekszik.

## Története
A település már a 18. században is létezett. Az első katonai felmérés térképén „Macskovo Szello” néven található. Lipszky János 1808-ban Budán kiadott repertóriumában „Machkovoszello” néven szerepel. Nagy Lajos 1829-ben kiadott művében „Machki” néven 9 házzal és 86 katolikus lakossal találjuk.
1857-ben 98, 1910-ben 203 lakosa volt. Zágráb vármegye Szamobori járásához tartozott. 1941 és 1945 között a Független Horvát Állam része volt, majd a szocialista Jugoszlávia fennhatósága alá került. 1991-től a független Horvátország része. 1991-ben lakosságának 96%-a horvát nemzetiségű volt. 2011-ben 87 lakosa volt.

## Népessége
| Lakosság változása | Lakosság változása | Lakosság változása | Lakosság változása | Lakosság változása | Lakosság változása | Lakosság változása | Lakosság változása | Lakosság változása | Lakosság változása | Lakosság változása | Lakosság változása | Lakosság változása | Lakosság változása | Lakosság változása | Lakosság változása |
| ------------------ | ------------------ | ------------------ | ------------------ | ------------------ | ------------------ | ------------------ | ------------------ | ------------------ | ------------------ | ------------------ | ------------------ | ------------------ | ------------------ | ------------------ | ------------------ |
| 1857               | 1869               | 1880               | 1890               | 1900               | 1910               | 1921               | 1931               | 1948               | 1953               | 1961               | 1971               | 1981               | 1991               | 2001               | 2011               |
| 98                 | 154                | 131                | 164                | 172                | 203                | 208                | 247                | 219                | 226                | 206                | 179                | 162                | 139                | 102                | 87                 |